# كيما بوب
كيما بوب، هي فنانة كوميدية أمريكية من مدينة هيوستن في ولاية تكساس الأمريكية، تظهر في عروض المسرح الارتجالي الكوميدي (ستاند أب كوميدي).

## حياتها المبكرة
نشأت بوب في ولاية تكساس، بمدينة هيوستن، ودرست في مدينة واكو. وعاشت في كاليفورنيا ولندن، تنتمي بوب إلى أسرة موسيقية، حيث أن جدها هو كاميل بوب، الموسيقي والمغني الأمريكي. 
تحدثت بوب عن تجربتها مع العنصرية علناً، حيث قالت في مقابلة تلفزيونية في عام 2022 أن "هناك الكثير من الأماكن التي لا أريد أن أذهب إليها ، ولن أذهب إليها ، وأنا محظوظة لأنني لم أذهب ، حسنًا ، وأشعر أن العودة إلى تكساس هي واحدة منهم".
تعاني بوب من اضطراب ثنائي القطب ، واكتشفت المرض في عيد مولدها العشرين، بعد أن اتصلت صديقتها بوالدتها لتشتكي من أن سرعة حديث بوب قد زادت إلى درجة عدم الفهم. ما دفع والدتها لاصطحابها إلى مركز فحص صحي في واكو.

## مسيرتها المهنية
بدأت بوب مسيرتها في الكوميديا في لوس أنجلوس. وكان أستاذ للمسرح في مدرستها قد شجعها للدخول في غمار الكوميديا بعد أن أبدى إعجابه بقدراتها، واقترح عليها إجراء تجربة أداء. عند فريق للتطوير في المسرح الارتجالي.
وتظهر بوب في مسرح ارتجال كوميدي وبودكاست يسمى "إف أو سي ات أب". في عام 2019، وصلت إلى النهائيات في جوائز "المرأة المضحكة".  وتقدم نفسها كناشطة حقوقية محافظة.
في عام 2021 ، قدمت أغنية إنها خطيئة: بعد ساعات، في وقت لاحق من ذلك العام، عملت في برنامج "كوميدي سنتر" وبرنامج بالأمس واليوم واليوم السابق، لكنها استقالت بعد الحلقة الأولى "تضامناً" مع زميلتها الكوميدية صوفي دوكر بسبب مقتطفات من مونولوج حول الصراع بين إسرائيل وفلسطين.
شاركت في برنامج "ذا ايسلند" مع توم آلن وجاسون فوربيس في العام التالي. ظهرت أيضًا برنامج "بيت الألعاب" لريتشارد عثمان ، حيث جذبت الانتباه في المرتين لصوتها.

## جوائز وترشيحات
| سنة  | جائزة                            | فئة         | نتيجة  |
| ---- | -------------------------------- | ----------- | ------ |
| 2019 | المرأة المضحكة                   | النهائيات   | [ 19 ] |
| 2019 | جائزة بي بي سي للكوميديا الجديدة | نصف النهائي | [ 20 ] |